# Cùntami
Cùntami è un film del 2021 scritto e diretto da Giovanna Taviani e uscito nelle sale nel 2022.

## Trama
Un road movie su un furgone rosso in giro per la Sicilia dal teatro dei pupari di Palermo alla casa di Danilo Dolci, alla Partinico attanagliata dalla mafia, alla Gela del petrolchimico fino alla baia di Enea, alla ricerca di narratori che raccontino storie antiche per scoprire il presente.

## Distribuzione
Il film è stato distribuito nelle sale cinematografiche italiane a partire dal 24 maggio 2022

## Riconoscimenti
- Nastri d'argento 2022 miglior documentario[2]